# سامانه حامل
سامانه حامل (به انگلیسی: carrier system) یا سیستم حامل، سامانه تراگسیلش (مخابره) است که اطلاعاتی مانند سیگنال‌های صوتی یک تماس تلفنی و سیگنال‌های ویدیویی تلویزیون را با مدولاسیون یک یا چند سیگنال حامل بالاتر از فرکانس اصلی صوت یا نرخ داده منتقل می‌کند.
سامانه‌های حامل معمولاً چندین کانال ارتباطی را به‌طور همزمان از طریق رسانهٔ مشترک با استفاده از اشکال مختلف مالتی‌پلکسینگ ارسال می‌کنند. روش‌های برجسته مالتی‌پلکس‌سازی سیگنال حامل، مالتی‌پلکس تقسیم‌زمانی (TDM) و مالتی‌پلکس تقسیم فرکانسی (FDM) هستند. یک سامانه تلویزیون کابلی نمونه‌ای از مالتی‌پلکسینگ تقسیم فرکانسی است. بسیاری از برنامه‌های تلویزیونی به‌طور همزمان با ارسال هر کدام با فرکانس متفاوت، روی یک کابل کواکسیال یکسان حمل می‌شوند. در نهایت، چندین لایه مالتی‌پلکس‌سازی ممکن است بر روی یک سیگنال ورودی مشخص انجام شود. به عنوان مثال، در شبکه تلفن عمومی، بسیاری از تماس‌های تلفنی از طریق مالتی‌پلکس تقسیم‌زمانی از طریق خطوط تلفن اصلی مشترک ارسال می‌شوند. برای تماس‌های راه دور، چندین مورد از این کانال‌ها ممکن است از طریق یک لینک ماهواره مخابراتی از طریق مالتی‌پلکس تقسیم فرکانسی ارسال شوند. در یک گره گیرنده مشخص، کانال‌های خاص ممکن است به صورت جداگانه دی‌مالتی‌پلکس شوند.

## تاریخچه
سامانه‌های حامل با حمل ترافیک بیشتر با هزینه قابل مقایسه زیرساخت‌های ارتباطی، کارایی اقتصادی را افزایش می‌دهند. سامانه‌های تلفنی قرن نوزدهم که با انتقال مستقیم باندپایه کار می‌کردند، تنها می‌توانستند یک تماس تلفنی را روی هر زوج سیم حمل کنند، از این رو مسیرهایی با ترافیک سنگین به زوج سیم‌های زیادی نیاز داشتند.
در دهه ۱۹۲۰، مالتی‌پلکس تقسیم فرکانس می‌توانست چندین مدار را روی همان سیم‌های معادل حمل کند و تا دهه ۱۹۳۰، سامانه‌های حامل اِل و مشابه آن صدها تماس را به‌طور همزمان روی کابل‌های کواکسیال حمل می‌کردند. ظرفیت این سامانه‌ها در اواسط قرن افزایش یافت.
در دهه ۱۹۵۰، تحقیقات در مورد افزایش بیشتر توان عملیاتی تجهیزات پایانه با استفاده از سیگنال‌های دیجیتال با مالتی‌پلکس تقسیم‌زمانی (TDM) آغاز شد. این کار منجر به ایجاد حامل تی، حامل‌ئی و سایر سامانه‌های دیجیتال مشابه شد.
با توجه به فواصل کوتاه‌تر تکرارکننده‌ها که سامانه‌های دیجیتال به آن نیاز داشتند، انتقال از راه دور هنوز از اف‌دی‌ام استفاده می‌کرد تا اواخر دهه ۱۹۷۰، زمانی که فیبر نوری تا حدی بهبود یافت که ارتباط‌های دیجیتال به ارزان‌ترین نوع برای همه فواصل، کوتاه و بلند، تبدیل شدند. تا پایان قرن، ارتباط‌های آنالوگ بین و درون مراکز تلفن نادر شد.